# Let It Be (Film)
Let It Be ist ein Dokumentarfilm über die Beatles, der unter der Regie von Michael Lindsay-Hogg im Jahr 1969 entstand und 1970 veröffentlicht wurde. Er zeigt die Beatles bei Proben und Studioarbeit für ein neues Album. Der Film erhielt 1971 einen Oscar für die beste Filmmusik (Original Song Score).
Das Titelstück wurde von den Beatles während der Aufnahmen für den Film am 31. Januar 1969 aufgenommen. Das Lied Let It Be erschien auf dem gleichnamigen Album. Eine alternative Version des Lieds wurde als Single veröffentlicht.

## Entstehung

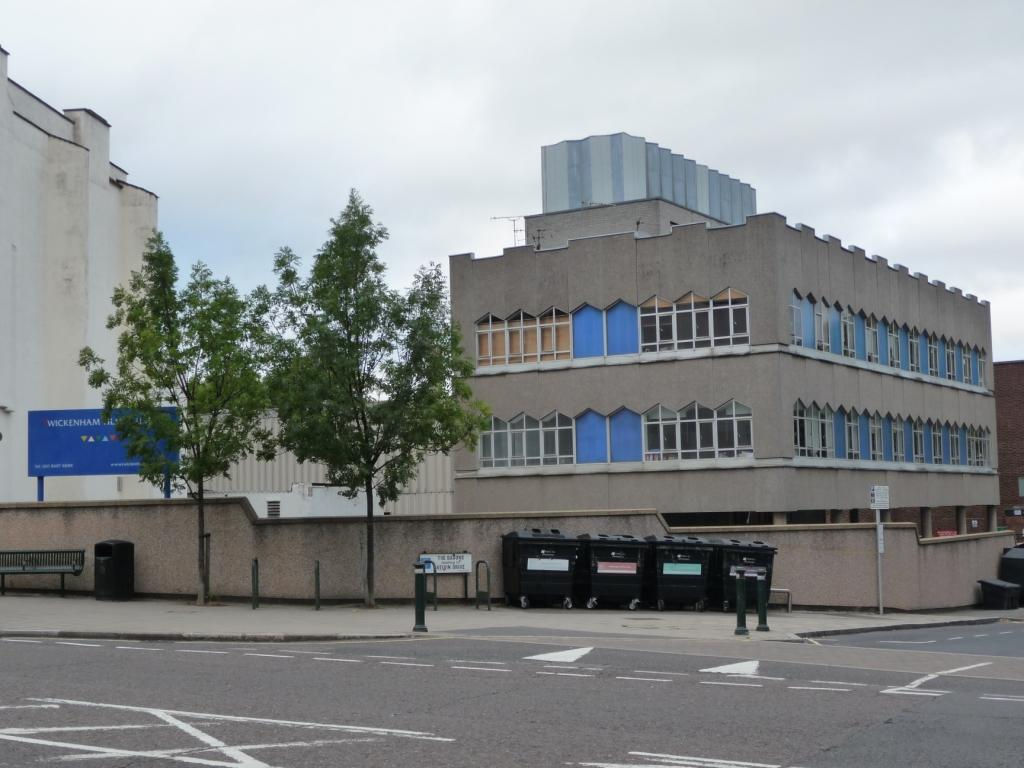
Twickenham Film Studios

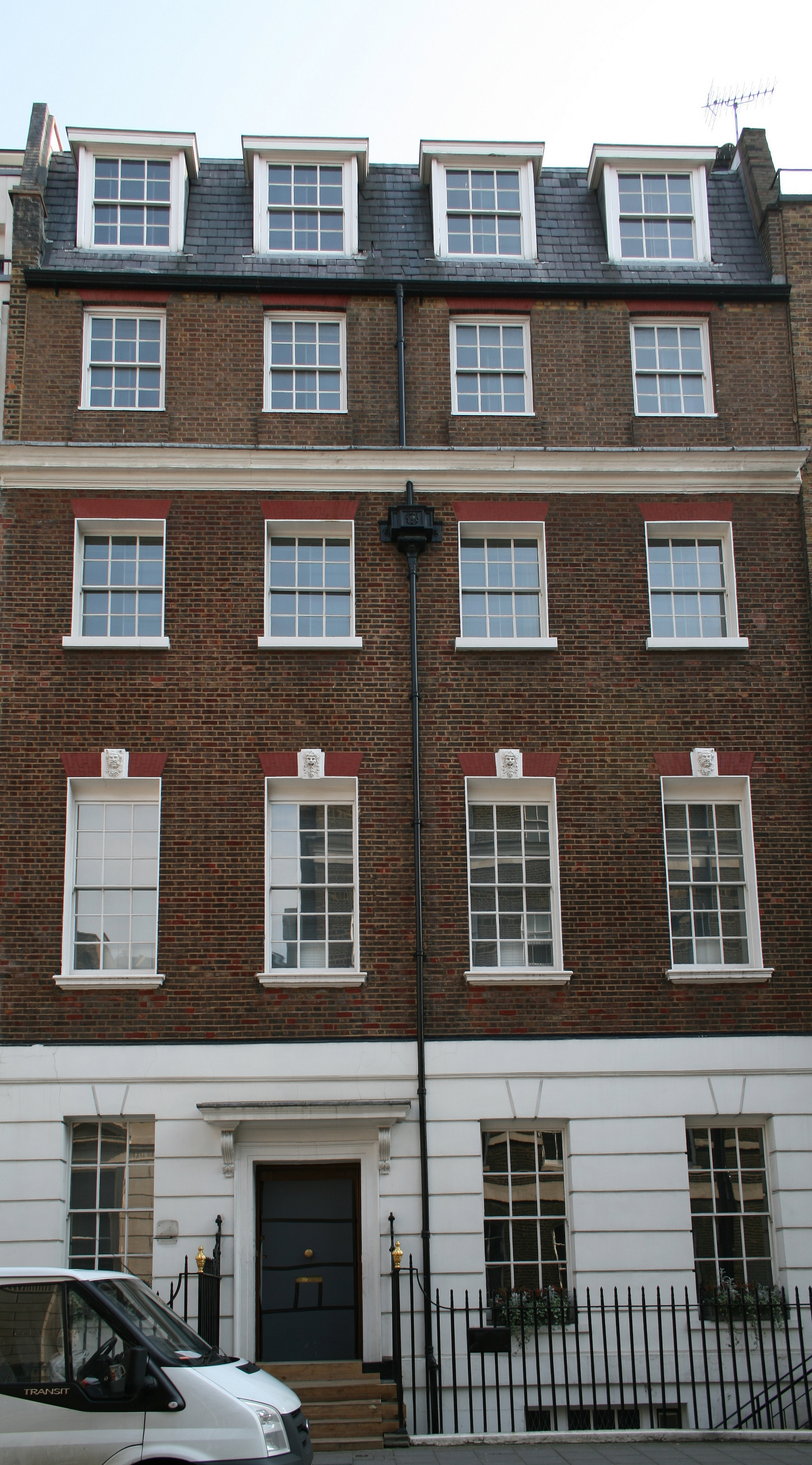
Savile Row 3, Ort des letzten Live-Auftritts

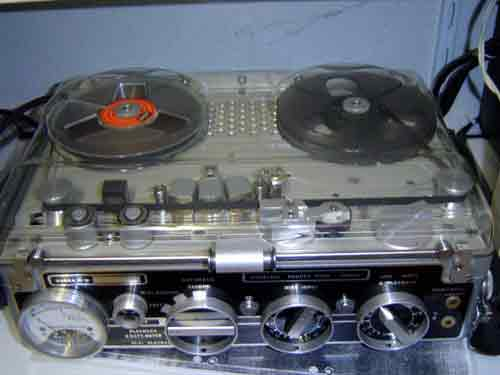
Ein Nagra-Tonband, mit dem die Tonaufnahmen zum Film erfolgten

Nach den von Streitigkeiten zwischen den Musikern geprägten Aufnahmen zum Album The Beatles befand sich die Gruppe zu Beginn des Jahres 1969 in einer schwierigen Phase. Für Paul McCartney, der nach dem Tod des Managers Brian Epstein mehr und mehr zur antreibenden Kraft der Beatles geworden war, schien eine Rückkehr zu den künstlerischen Wurzeln ein Ausweg aus der Krise. Nachdem die Beatles seit 1966 nur noch im Studio gearbeitet hatten, wollte McCartney mit den Beatles wieder „live“ musizieren. John Lennon zeigte sich wenig begeistert und George Harrison weigerte sich kategorisch, wieder auf Tournee zu gehen, war aber bereit, an einem Film mitzuwirken. Von McCartneys Idee, zum Ursprung der Beatles zurückzukehren, leitete sich der Titel Get Back ab, den der Film anfangs trug. Michael Lindsay-Hogg wurde als Regisseur engagiert, nachdem er zuvor mit den Beatles an Werbefilmen (Musikvideos) für Paperback Writer, Rain, Hey Jude und Revolution  gearbeitet hatte.
Am 2. Januar 1969 begaben sich die Beatles erstmals in die Londoner Twickenham Film Studios, um neue Titel für den Auftritt in einer Live-Fernsehshow zu proben. Diese Proben wurden ebenfalls gefilmt. Die Streitigkeiten innerhalb der Gruppe setzten sich allerdings fort und am 10. Januar 1969 kam es zu einem Eklat, als George Harrison genervt die Dreharbeiten verließ, mit der Begründung, ständig von McCartney kritisiert zu werden. Nach einigen Tagen kehrte Harrison zurück, aber die Idee, live vor einem Fernsehpublikum aufzutreten, wurde fallengelassen. Um das bereits gedrehte Material trotzdem nutzen zu können, entschied man, stattdessen eine Dokumentation zu machen, die die Beatles bei der Arbeit an ihrem neuen Album zeigen sollte.
Paul McCartney sagte dazu: „Im Laufe der Zeit überzeugte ich die anderen von Let It Be. Dann bekamen wir furchtbaren Streit, und es sah ganz so aus, als würden wir nur die Trennung zeigen können. Wahrscheinlich wäre das auch die bessere Geschichte gewesen, eine traurige zwar, aber wenigstens ehrlich. Was tatsächlich passierte während wir dort arbeiteten, war, dass der Film das Auseinanderbrechen unserer Gruppe zeigte. Wir bekamen gar nicht mit, dass es mit den Beatles zu Ende ging.“
Am 15. Januar 1969 fanden die letzten Aufnahmen in Twickenham statt. Die Beatles empfanden die Atmosphäre des Filmsets als kalt und künstlerisch wenig anregend und beschlossen, die Arbeit stattdessen in ihrem neuen Studio in der Savile Row 3 fortzusetzen. Am 22. Januar 1969 war das Studio notdürftig mit von der EMI geliehenem Studioequipment ausgestattet und die Beatles setzten ihre Proben und Aufnahmen fort. Unterstützt wurden sie fortan vom Keyboarder Billy Preston, der nicht nur musikalisch wichtige Akzente setzte, sondern dessen Anwesenheit sich auch positiv auf die Stimmung im Studio auswirkte.
Am 26. Januar 1969 wurde beschlossen, ein Konzert auf dem Dach des Hauptquartiers von Apple Corps zu geben. Dies war eine Kompromisslösung, denn einerseits war es möglich, das Ursprungskonzept eines Live-Auftritts doch noch zu verwirklichen, andererseits war die Öffentlichkeit von einer direkten Begegnung mit der Gruppe ausgeschlossen. Vier Tage später waren alle erforderlichen Vorbereitungen erledigt und die Beatles – auch hier unterstützt von Billy Preston – begaben sich auf das Dach und spielten während des etwa 40 Minuten dauernden Rooftop Concerts einige der Titel, die sie im Vorfeld erarbeitet hatten. Im Film ist ungefähr die Hälfte des Auftritts zu sehen, da einige Lieder mehrfach gespielt wurden und jeweils nur eine Version ausgewählt wurde, wobei das – damalige – Titelstück Get Back zweimal auftaucht und den Auftritt eröffnet und beendet. Dazwischen wurden die Titel Don't Let Me Down, I’ve Got a Feeling, The One After 909 und Dig A Pony gespielt. Im Film werden während des Auftritts die Reaktionen überraschter Passanten und schließlich die Beendigung des Konzerts durch die Londoner Polizei gezeigt. Paul McCartney: „Irgendwann informierte uns Mal, dass die Polizei auf dem Weg hierher wäre. Wir sagten ihm ‚Wir hören nicht auf zu spielen.‘ Darauf meinte er: ‚Dann nehmen sie euch fest.‘ – Was für ein tolles Ende für einen Film.“
Der Film endet zwar mit dem Dachkonzert vom 30. Januar 1969, aber die letzten Szenen des Films wurden am 31. Januar gedreht. In dieser abschließenden Aufnahmesitzung wurden die Titel aufgezeichnet, die für den Auftritt auf dem Dach nicht geeignet waren, wie die Klavierstücke The Long and Winding Road und Let It Be, sowie das akustische Gitarrenstück Two of Us.
Ein Rohschnitt des Films Get Back wurde am 20. Juli 1969 für die Beatles gezeigt. Lindsay-Hogg erinnerte sich, dass der Rohschnitt etwa eine Stunde länger war als die veröffentlichte Version. Viele Szenen von John Lennon und seiner Frau Yoko Ono sowie Szenen, die Konflikte zeigen, wurden auf Wunsch der Beatles aus dem Film entfernt. John Lennon bemängelte bei der endgültigen Fassung, dass sie sich im Wesentlichen auf Paul McCartney fokussiert. Lindsay-Hogg zeigte im Film nicht auf, dass George Harrison für kurze Zeit die Gruppe verließ, so wurden keine Aufnahmen der drei verbliebenen jammenden Beatles verwendet. Es wurde aber der Konflikt zwischen McCartney und Harrison im endgültigen Schnitt beibehalten. Anfang 1970 wurde beschlossen, den geplanten Namen des Films und das dazugehörige Album von Get Back zu Let It Be zu ändern. John Lennon sagte im Nachhinein: „Let It Be zu drehen, war die Hölle. Als er dann herauskam, haben sich viele beschwert, dass Yoko darin furchtbar aussähe. Aber selbst der größte Beatles-Fan hätte nicht die ganzen sechs Wochen voller Anspannung und Stress durchgehalten. Das war die elendeste Session aller Zeiten.“
Die Beatles waren offensichtlich froh, als die Arbeiten an diesem Projekt zu Ende waren. Sie überließen es dem Produzenten Glyn Johns und anschließend Phil Spector, sich um die Fertigstellung des Albums zum Film zu kümmern, das schließlich nach vielen Querelen am 8. Mai 1970 als Let It Be erschien.
Der Film wurde – wie das Album – erst nach der Trennung der Beatles veröffentlicht. In den USA war die Premiere am 13. Mai 1970, eine Woche später am 20. Mai war die Premiere in den britischen Filmtheatern von London und Liverpool.
Am 15. April 1971 erhielten die Beatles einen Oscar für den Film Let It Be in der Kategorie Beste Filmmusik, der Preis wurde von Quincy Jones entgegengenommen.

## Kritiken
„Wehmütiger Abgesang auf die führende Beatband der 60er Jahre, deren Mitglieder sich vor der Kamera überwiegend als lustlose Einzelkämpfer präsentieren.“

„In der Machart keineswegs aufregend, eher interessant durch die musik- und gesellschaftsgeschichtlichen Schlüsse, die die Beatles höchstpersönlich über sich selbst ziehen.“

## Filmmusik und Soundtrackalbum
Folgende Lieder wurden im Film gespielt, die Kompositionen stammen, wenn nicht anders aufgeführt, von Lennon/McCartney. Die Titel in der Folge ihrer Verwendung im Film:
Twickenham Film Studios
1. Paul's Piano Intro
2. Don’t Let Me Down
3. Maxwell’s Silver Hammer
4. Two of Us
5. I’ve Got a Feeling
6. Oh! Darling
7. One After 909
8. I Bought a Piano The Other Way (Lennon/McCartney/Starkey)
9. Two of Us (Zweite Version)
10. Across the Universe
11. Dig a Pony
12. Suzy Parker (Lennon/McCartney/Harrison/Starkey)
13. I Me Mine (Harrison)

Apple Studio
1. For You Blue (Harrison)
2. Bésame mucho (Consuelo Velázquez/Sunny Skylar)
3. Octopus’s Garden (Starkey)
4. You've Really Got a Hold on Me (Smokey Robinson)
5. The Long and Winding Road
6. Medley:
  - Rip It Up (Robert Blackwell/John Marascalco)
  - Shake Rattle and Roll (Jesse Stone)
7. Medley:
  - Kansas City (Jerry Leiber/Mike Stoller)
  - Miss Ann (Richard Penniman/Enotris Johnson)
  - Lawdy Miss Clawdy (Lloyd Price)
8. Dig It
9. Two of Us (Dritte Version)
10. Let It Be
11. The Long and Winding Road (Zweite Version)

Rooftop Concert
1. Get Back
2. Don’t Let Me Down
3. I've Got a Feeling
4. One After 909
5. Dig a Pony
6. Get Back (Zweite Version)

2024er Abspann
1. Oh! Darling
2. The River Rhine
3. I Lost My Little Girl (McCartney)

- Am 8. Mai 1970 wurde in Deutschland und Großbritannien das Soundtrackalbum Let It Be veröffentlicht, in den USA erfolgte die Veröffentlichung am 18. Mai 1970. Durch die Neuabmischung und orchestrale Überarbeitung durch Phil Spector wurde die ursprüngliche musikalische Idee keine nachträglichen Veränderungen vorzunehmen, wie im Film, fallen gelassen.
- Im November 2003 erschien eine neu abgemischte Version des Albums unter dem Titel Let It Be… Naked, bei der es sich um eine Annäherung an die ursprüngliche Fassung des Albums handelt, bevor der Produzent Phil Spector die Aufnahmen mit Orchester- und Choraufnahmen versah.

## Veröffentlichung als Video

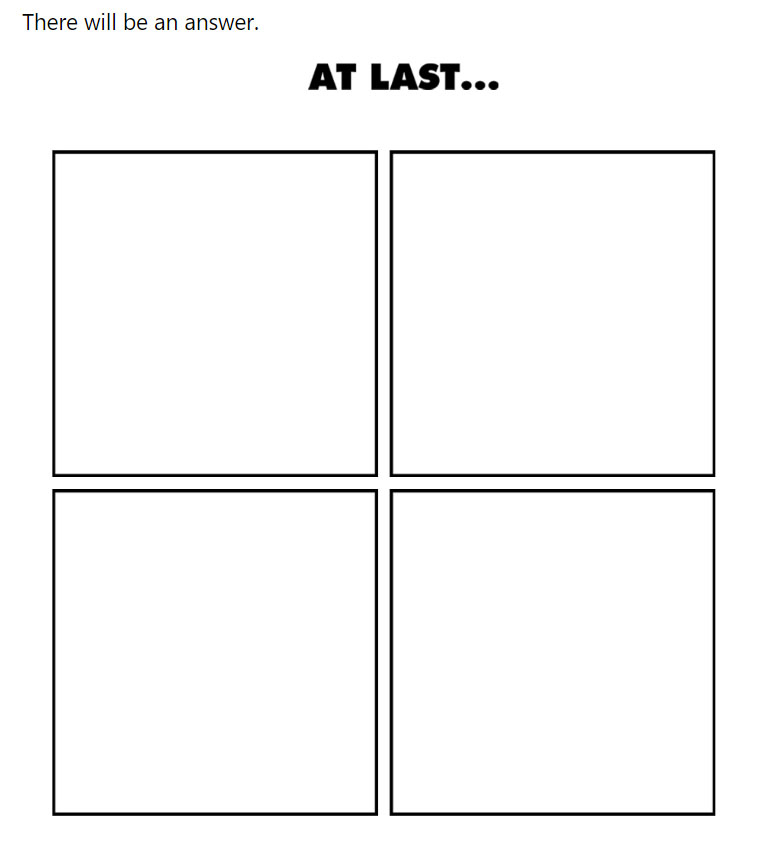
Ankündigung des Films Let It Be auf den Sozialen Medien im April 2024

- Der Film erschien 1981 in den USA auf VHS- und Betamax-Kassette sowie anschließend auf Laserdisc. Die US-amerikanische Veröffentlichung erfolgte durch 20th Century Fox und Magnetic Video Corporation. Die Produktion wurde im Laufe der folgenden Jahre eingestellt.
- Wenige Monate nach dem Erscheinen als VHS-Kassette im Jahr 1984 in Deutschland und den Niederlanden durch Warner Home Video wurde der Film aufgrund von rechtlichen Problemen mit Apple wieder aus dem Verkauf genommen. Angeblich wollte George Harrison die Verbreitung seiner Auseinandersetzung mit Paul McCartney unterbinden.
- 1992 wurde Let It Be von Apple unter der Leitung von Ron Furmanek restauriert und die Musik remastert und neu abgemischt. 1997 sollte diese neue Version von Apple veröffentlicht werden, was aber nicht geschah. Ausschnitte von der 1992er-Version waren in der 1995er Dokumentations-Serie Anthology zu sehen.
- Die Veröffentlichung auf DVD wurde seit 2002 von Neil Aspinall vorangetrieben, eine parallele Veröffentlichung mit dem Album Let It Be… Naked erfolgte nicht. Michael Lindsay-Hogg kündigte in einem Interview die Veröffentlichung in einer erneut restaurierten und neu abgemischten Version für 2004 an. Es war geplant den Film mit einer zusätzlichen DVD mit Bonusmaterial zu veröffentlichen. Auch weitere angekündigte Veröffentlichungstermine wurden nicht realisiert.
- 2007 sagte Neil Aspinall in einem Interview: „Der Film war so kontrovers, als er zum ersten Mal herauskam. Als wir bei der Hälfte der Restauration waren, schauten wir uns die Outtakes an und stellten fest: Dieses Zeug ist immer noch umstritten. Es hat viele alte Probleme aufgeworfen.“
- 2008 wurde bekannt, dass Paul McCartney und Ringo Starr sich gegen eine Veröffentlichung ausgesprochen hatten. Die Plattenfirma Apple teilte am 31. Juli 2008 mit: „Weder Paul noch Ringo würden sich besonders wohl dabei fühlen, einen Film über die Beatles herauszugeben, in dem sich alle gegenseitig auf die Nerven gehen.“[7]
- Eine neuerliche Restauration des Filmes erfolgte im Jahr 2011.
- Im Januar 2019 wurde bekanntgegeben, dass Peter Jackson aus dem 56-Stunden-Filmmaterial der Let-It-Be-Filmaufnahmen einen neuen Film schneiden wird. Die Musik wurde von Giles Martin neu abgemischt. Der Film mit dem Titel The Beatles: Get Back sollte ursprünglich am 4. September 2020 seine Kinopremiere haben. Der Film Let It Be sollte kurze Zeit nach der Blu-ray/DVD-Veröffentlichung des Jackson-Films ebenfalls veröffentlicht werden. The Beatles: Get Back wurde schließlich in drei Teilen von jeweils über zwei Stunden Länge am 25., 26. und 27. November 2021 auf Disney+ veröffentlicht.
- Am 8. Mai 2024 erschien auf Disney+ der von Peter Jackson restaurierte Film Let It Be. Jackson sagte dazu: „Ich betrachte das Ganze jetzt als eine epische Geschichte, die nach fünf Jahrzehnten endlich abgeschlossen ist. Die beiden Projekte unterstützen und ergänzen sich gegenseitig: ‚Let It Be‘ ist der Höhepunkt von ‚Get Back‘, während ‚Get Back‘ einen wichtigen fehlenden Kontext für ‚Let It Be‘ liefert.“[8] Dem Film ist ein Gespräch zwischen Peter Jackson und Michael Lindsay-Hogg vorgesetzt.[9]